# Leave (película de 2011)
Leave es una película de drama y suspenso de 2011, dirigida por Robert Celestino, escrita por Rick Gomez y Frank John Hughes, musicalizada por Austin Wintory, en la fotografía estuvo Michael Fimognari y los protagonistas son Rick Gomez, Frank John Hughes y Vinessa Shaw, entre otros. El filme fue realizado por Visualeyes Productions, se estrenó el 3 de mayo de 2011.

## Sinopsis
Henry, un novelista talentoso al que le va muy bien en la vida, subsiste a un trauma y es acosado por un sueño que lo aterra. Convencido de que la única forma de comprender que significa ese sueño es escribiendo a través de él, va a otro lugar para empezar a trabajar en su siguiente novela.